# Palliduphantes spelaeorum
Palliduphantes spelaeorum là một loài nhện trong họ Linyphiidae.
Loài này thuộc chi Palliduphantes. Palliduphantes spelaeorum được Wladislaus Kulczynski miêu tả năm 1914.